# 오리너구리
오리너구리(학명: Ornithorhynchus anatinus 오르니토르힌쿠스 아나티누스[*])는 오스트레일리아와 태즈메이니아섬 토종의 반수서성 단공류(單孔類) 포유류의 일종이다. 가시두더지 4종과 함께 현존하는 다섯뿐인 단공류이며, 가장 원시적인 포유류인 동시에 난생(卵生)의 번식 방법을 택하고 있는 극소수의 포유류 중 하나이다.
또한 오리너구리속, 오리너구리과에서도 유일하게 현재까지 명맥을 잇고 있는 종이자 모식종으로, 같은 오리너구리과에 속하는 것으로 여겨지는 다른 여러 종은 모두 화석으로만 발견된다. 다른 단공류 포유류처럼 오리너구리 역시 전기수용을 통하여 먹이의 동작을 포착한다. 포유류 가운데서는 매우 드물게도 독성 물질을 지니고 있는데, 그 중에서도 신경독을 보유하고 있고, 수컷 오리너구리의 뒷발 며느리발톱과 연결된 독샘을 통해서 분출되며, 인간이 여기에 베일 경우 찌르는 듯한 극심한 고통을 수반한다. 알에서 태어나지만 어미의 젖도 먹는다.
조류와 혼동되거나 조류와 포유류의 중간종이라는 오해를 받으나, 실제 유전적으로는 조류보다 파충류에 더 근접한 포유류이다. 오리를 닮은 부리, 비버를 닮은 꼬리, 수달을 닮은 발을 가진 다소 우스꽝스러운 외모에 알을 낳는 생태까지 겹쳐, 서구 박물학자들은 살아 있는 오리너구리를 확인하기 전까지, 1799년 학계에 기증된 오리너구리의 표본을 가리켜 다른 여러 동물들의 부위를 뒤섞어 조작해 놓은 가짜 표본이라고 의혹을 제기한 바도 있었다.
태즈메이니아섬을 포함한 오스트레일리아의 동부에 서식한다. 뉴사우스웨일스주의 상징동물이기도 한 오리너구리는 20세기 초까지 모피를 얻고자 남획당했으나, 현재는 모든 서식지에서 법적으로 보호받고 있다. 인공번식으로 개체 수를 불리는 것이 어렵고 환경 파괴와 수질 오염에 취약하지만, 아직까지 개체 수의 폭락이나 눈에 띌 만한 위협은 보이지 않는다.

## 분류와 어원

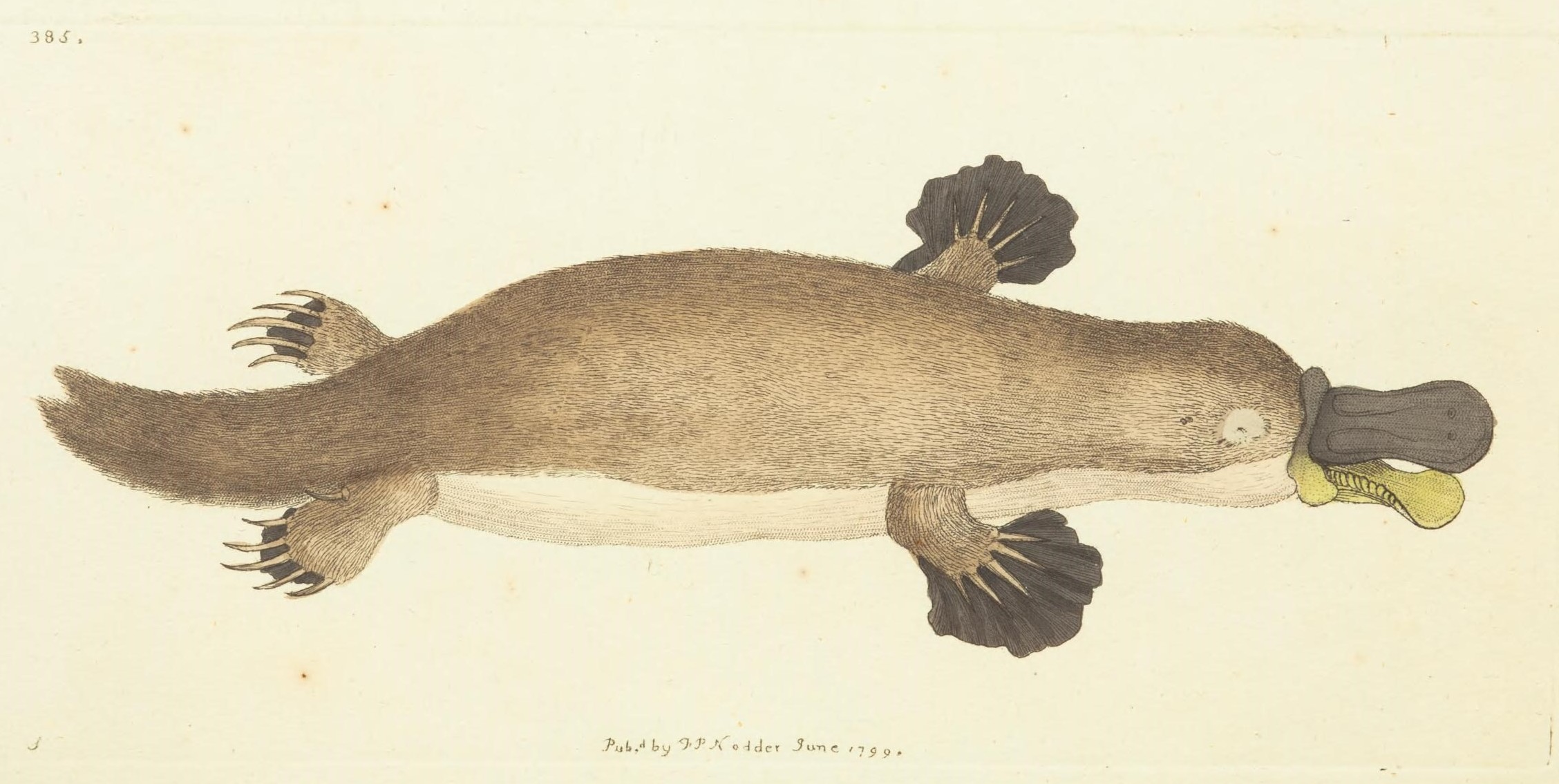
오리너구리를 그린 첫 스케치 (1799년)

오리너구리가 서방 학계에 존재가 처음 알려진 것은 1798년으로, 대영 제국의 해군 장교이자 뉴사우스웨일스의 2대 총독이었던 존 헌터(영어: John Hunter)가 간략한 스케치와 털가죽을 본국에 보냈다. 오리너구리의 생김새를 처음 본 영국 학자들은 장교가 새빨간 사기를 치고 있다고 여겼다. 이 동물을 저서 《자연도감(Naturalist's Miscellany)》에 처음 기록한 조지 쇼는 해당 책을 통해 이 동물의 진위 여부를 의심하지 않을 수가 없다는 뜻을 내비쳤으며, 스코틀랜드의 동물학자 로버트 녹스는 이 동물을 아시아의 박제사가 재미로 만들었을 것이라는 추측을 드러냈다. 공통적으로 오리너구리는 누군가가 비버와 비슷하게 생긴 설치류 동물에 억지로 오리 주둥이를 달아 놓은 가짜일 것이라는 의견이 지배적이었다. 조지 쇼는 심지어 표본에 가위날을 들이대고서 부리를 꿰매 놓은 자국이 없는지 확인하기도 했다.
오리너구리를 뜻하는 영단어 플래티퍼스(Platypus)는 그리스어 단어인 플라투포우스(πλατύπους)에서 따온 것으로, 이 낱말은 그리스어로 '평발'을 의미한다. 쇼는 맨 처음에 오리너구리 종에 플라티푸스 아나티누스(Platypus anatinus)라는 학명을 부여했으나, 이미 해당 속명이 암브로시아바구미(Ambrosia Beetle)의 한 속의 이름으로 쓰이고 있다는 것을 확인한 요한 블루멘바흐는 1800년 오리너구리의 속명을 고쳤고, 그 결과 오리너구리의 학명은 오르니토린쿠스 파라독수스(Ornithorhynchus paradoxus)가 되었다. 이후 학명의 명명법 원칙 가운데 먼저 쓰인 종명을 바꾸지 않는다는 원칙에 의거하여, 최종적으로는 오르니토린쿠스 아나티누스(Ornithorhynchus anatinus)가 되었다. 오르니토린쿠스 역시 그리스어 단어(그리스어: ορνιθόρυγχος)에서 따온 말로서, 새 주둥이라는 뜻을 갖고 있다. 또한 아나티누스는 라틴어 형용사로 '오리를 닮은'이라는 뜻을 내포하고 있다. 현재 오리너구리는 현존하는 단공목 포유류 5종 가운데 하나로 분류되고 있으며, 동시에 오리너구리과에서는 유일하게 명맥을 잇고 있는 종으로 기록된다.

## 형태
|      | 체중 (kg) | 몸길이 (cm) | 몸길이 (cm) | 몸길이 (cm) |
| 몸   | 체중 (kg) | 꼬리        | 주둥이      |             |
| ---- | --------- | ----------- | ----------- | ----------- |
| 수컷 | 1.0 - 2.4 | 45 - 60     | 10.5 - 15.3 | 5.8         |
| 암컷 | 0.7 - 1.6 | 39 - 55     | 8.3 - 12.0  | 5.2         |

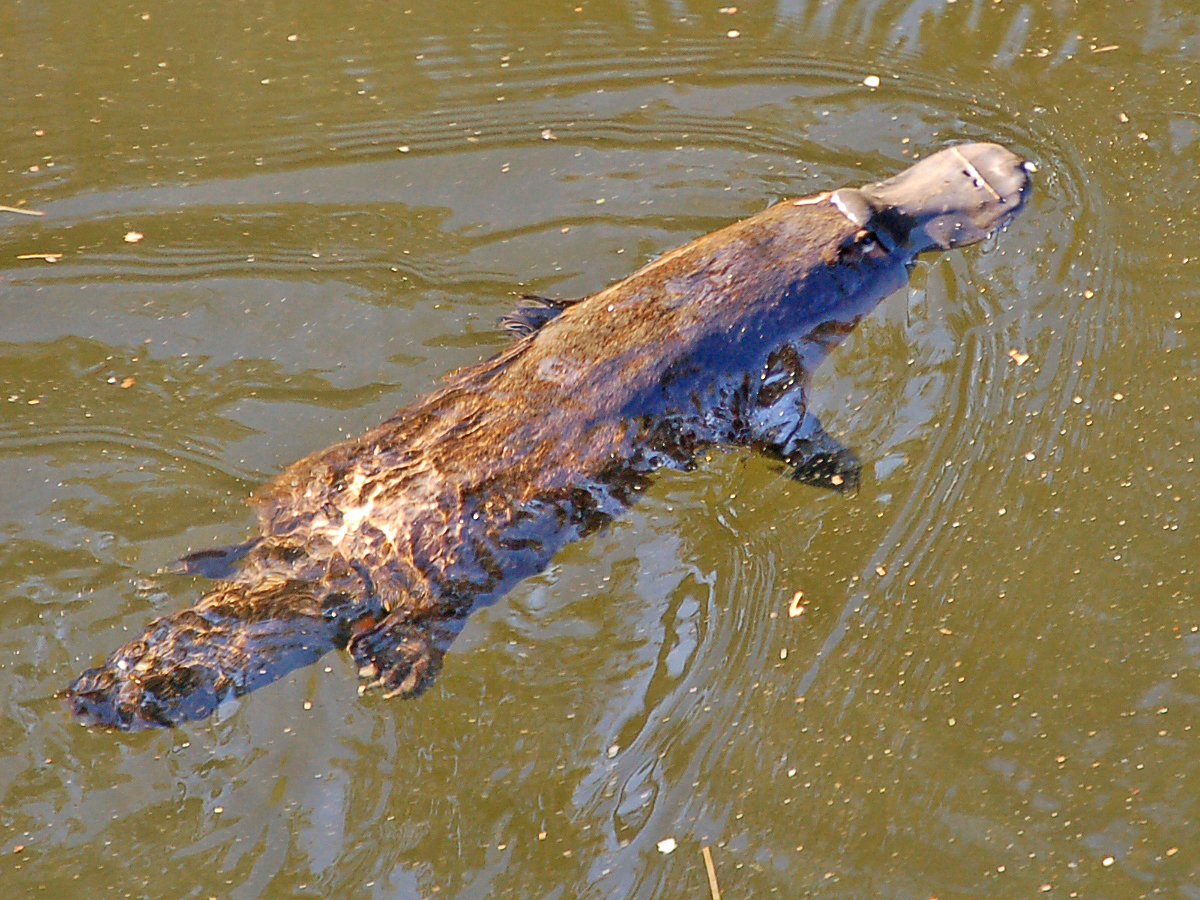
헤엄치는 오리너구리

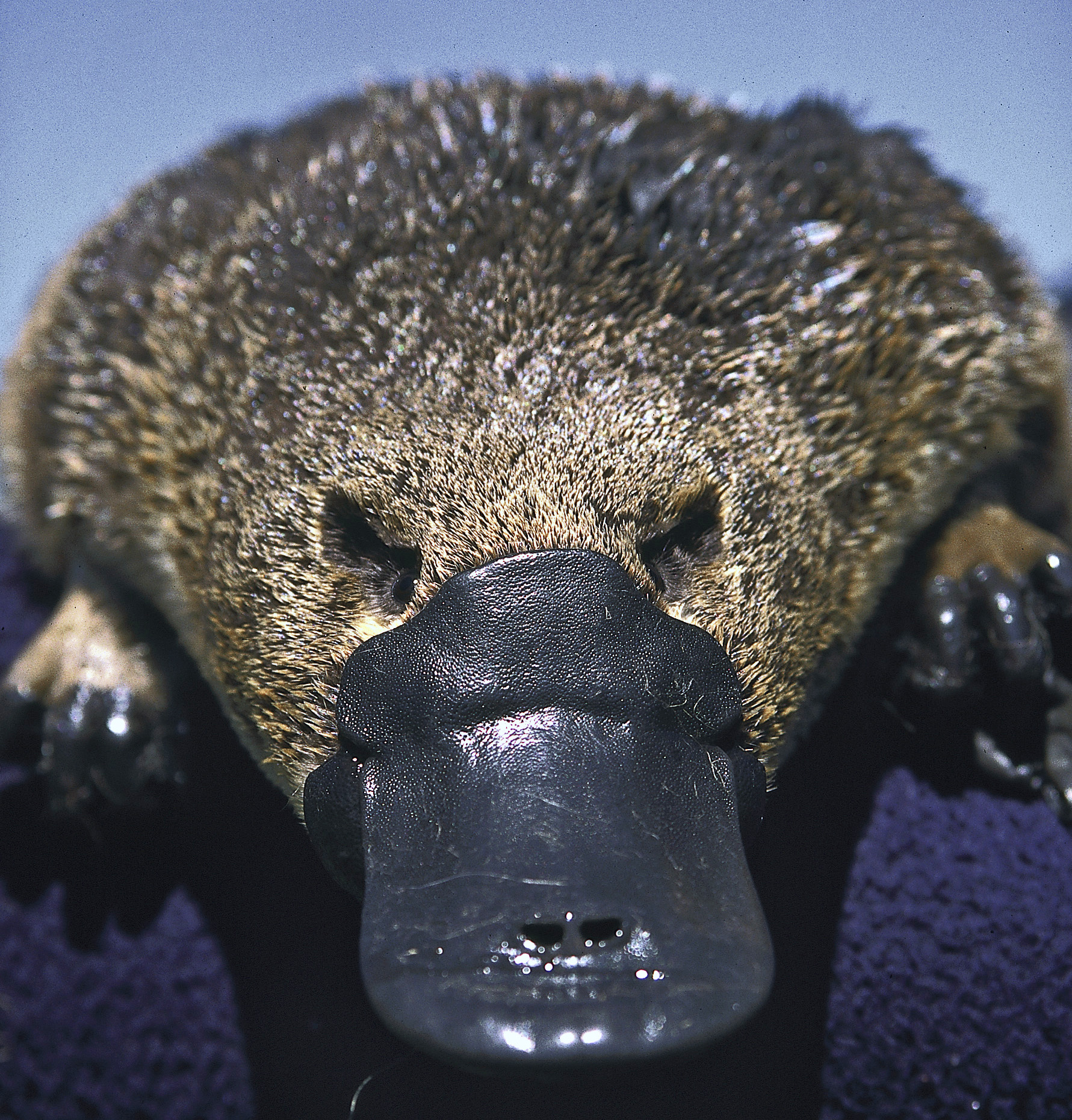
정면에서 본 오리너구리

호주에 세워진 최초의 영국 식민지 가운데 한 곳에서 1788-1801년 동안 부임했던 데이비드 콜린스(David Collins)는 오리너구리를 보고 두더지 종류로 추정되는 양서동물이라 기록하였으며, 오리너구리를 묘사한 간단한 그림도 남겼다.
앞뒤로 길쭉한 몸에 굴곡지고 넓적한 꼬리가 있으며, 부리와 발을 뺀 나머지 몸 전체가 털로 빽빽하게 뒤덮여 있다. 털 색깔은 보통 진갈색 내지는 고동색을 띠지만, 지역에 따라 노란색이나 연회색에 가까운 털 색을 지닌 개체가 발견되기도 한다. 질감이 두더지의 체모와 매우 비슷한 이 털은 낮은 기온에 대하여 단열·방수 효과가 매우 뛰어나다. 또, 둥글넓적한 꼬리는 낙타의 혹처럼 지방을 비축하는 데 쓰이는데, 이는 태즈메이니아데빌과 같은 여타 포유류에게서도 찾아볼 수 있는 특징이다. 발의 물갈퀴는 앞발에 달린 것이 더 넓고 뚜렷하게 발달되어 있는데, 물 속에서는 헤엄을 잘 치게 해 주고 뭍으로 올라올 때는 지표면을 걷기에 알맞게 접힌다.
넓적하게 비죽 튀어나와 있는 주둥이와 그보다 면적이 작은 아래턱은 오리 부리를 닮았으나, 새 부리처럼 딱딱하지 않고 연한 피부와 가죽으로 되어 있어서 촉감이 물렁물렁하다. 주둥이 끄트머리에 두 콧구멍이 있고, 눈과 귀는 홈이 패인 듯 움푹 들어가 있다. 그런 구조로 되어 있기 때문에, 오리너구리가 헤엄을 칠 때는 물이 새지 않도록 이 부분을 쉽게 여닫을 수 있다. 기분이 언짢을 때 낮고 떨리는 울음소리를 내며, 오리너구리를 사육하는 시설에서는 개체들끼리 여러 가지 음성 신호를 통해서 의사소통을 하는 듯한 행동이 목격된 바가 있다.
몸무게의 범위는 0.7-2.4kg로, 수컷이 암컷보다 더 크다. 수컷은 평균 50cm에 달하는 데 반하여 암컷은 그보다 살짝 작은 평균 43cm에 이른다. 지역마다 조금씩 덩치에 차이가 나는데, 이는 기후와는 뾰족한 상관관계가 없으며 인간 거주지역이 들어서거나 포식자의 개체 수와 같은 환경적인 요인이 더 클 것으로 보인다.
진수하강에 속한 다른 동물들이 체온을 37 °C로 유지하는 데 반해, 오리너구리는 평균 체온 32 °C를 유지한다. 이 낮은 체온에 대해서는 단공류 본연의 특질이라 하기보다는, 단공류의 극도로 적은 가짓수 등의 요인을 고려할 때 환경에 적응하기 위한 점진적인 진화로 인하여 이루어졌다는 주장에 더 신빙성이 있다.
한편, 새끼 오리너구리는 위턱에 소구치 1개와 어금니 2개, 아래턱에 어금니 3개, 도합 치아 6개가 관찰된다. 이빨은 보통 독립하기 전에 빠지며, 대신 케라틴으로 이루어진 판이 올라온다. 이 판은 먹이를 붙잡거나 으깨는 데 사용하며, 치아의 역할을 대신한다.

### 독성

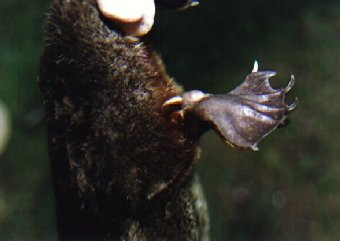
수컷 오리너구리의 며느리발톱

암수가 모두 날카로운 며느리발톱을 가지고 태어나지만, 발목 뒤쪽의 독샘을 통해 독성 물질을 사용할 수 있는 것은 수컷뿐이다. 이 독은 오리너구리가 가진 고유 면역 체계를 통해 생성되는 디펜신류 단백질(DLP)로 구성되어 있으며, 그 중 셋은 오리너구리에게서만 찾아볼 수 있는 물질이다. 이 단백질들은 병원균을 물리치는 항체의 역할을 하기도 하지만, 스스로를 지키기 위한 독으로 사용될 때도 있다. 쥐와 햄스터 같은 비교적 작은 동물들에게는 치명적이지만 사람에게는 그 정도로 효과가 강하지는 않다. 그러나, 한 번 쏘인 후 뒤따르는 고통은 매우 지독한 것으로 악명이 높다. 환부에는 부종이 급격히 생겨나며 점차 쓰라리는 부위가 넓어진다. 오리너구리 독에 쏘인 사례들 가운데서 상당수가 고통이 악화되어 심하게는 두세 달 동안까지 가는 통각과민을 앓는다고 한다. 다리에 있는 독샘은 콩팥처럼 꽈리샘 형태를 띠고 있으며, 며느리발톱이 달린 발꿈치뼈까지 독을 전달하는 가느다란 독관이 있다. 암컷 오리너구리는 수컷만큼 다리 부분의 내분비선이 발달하지 않아 며느리발톱은 있으나 유독물질을 사용할 수 없다.
오리너구리가 가진 독은 포유류가 아닌 다른 생물들이 사용하는 독과는 듣는 방식과 원리가 다른 것으로 보인다. 사람에게는 목숨에 지장이 없을지언정 대상자를 해치거나 손상시키에는 충분히 강한 독이라고 이를 수 있다. 수컷만이 독샘을 발달시키고 주로 번식기에 이 독의 분비가 활발해지기 때문에, 본 목적이 이 기간 동안 다른 수컷들에게 텃세를 부리기에는 제격인 공격 도구였을 것이라는 추정도 존재한다.
이미 멸종한 포유동물 가운데서는 이와 같은 구조를 지닌 며느리발톱을 가지고 있는 포유류들이 적지 않은데, 이것은 이 구조가 비단 단공류에게만 국한되어 있는 특징이 아니라 많은 선대 포유류들의 특징 중 하나였을 가능성을 시사해 주고 있다.

### 전기탐지

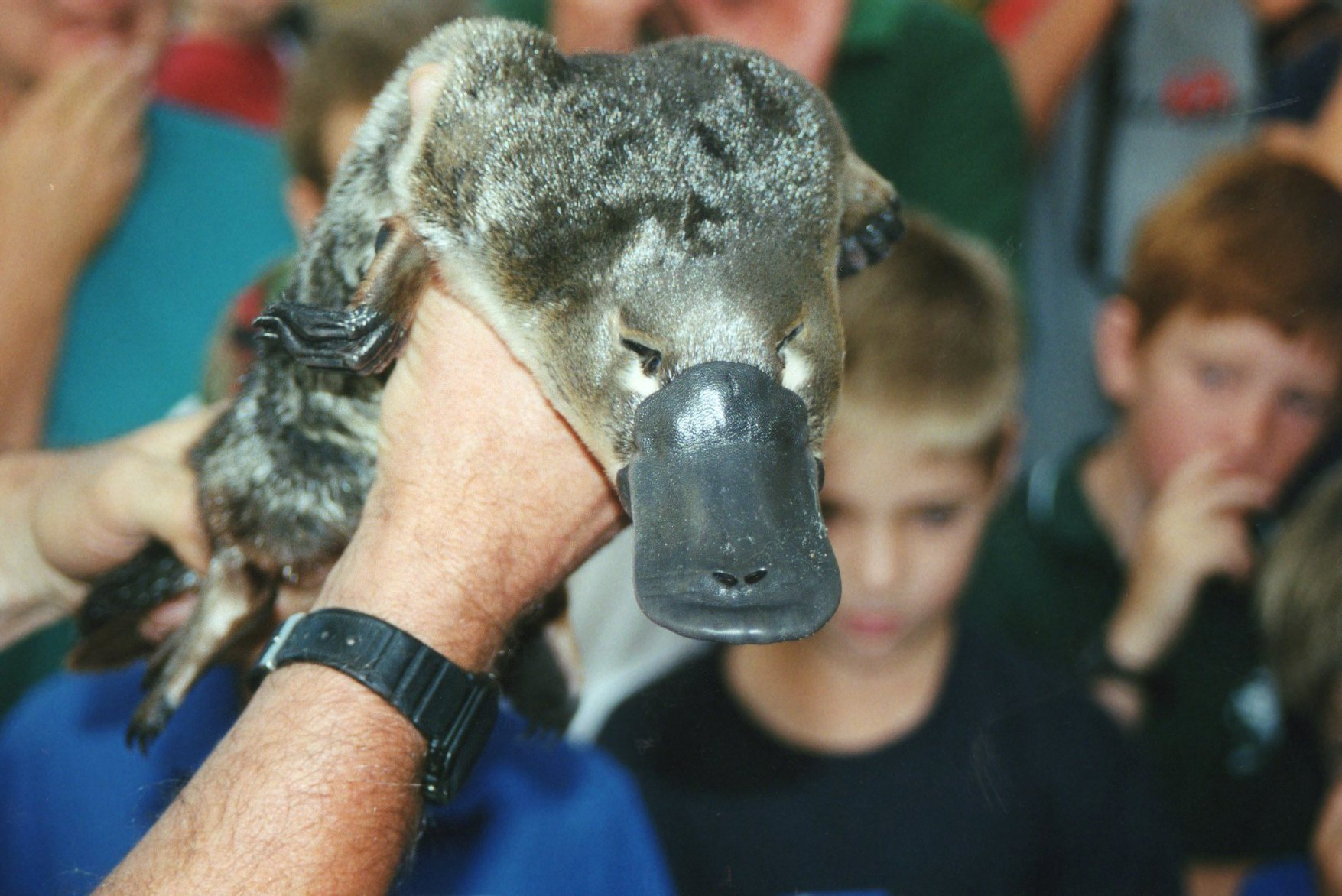
교육 목적으로 학교에 소개된 오리너구리

오리너구리가 속해 있는 단공류는 포유류 가운데 돌고래 같은 해양 포유류 몇몇을 제외하면 전기수용 능력을 가진 유일한 갈래이다. 단공류는 근육의 수축을 통해 생기는 미세 자기장을 탐지하는 것으로 먹이가 어디 있는지를 간파해 낼 수 있다. 오리너구리의 전기수용 감각은 단공류 가운데서도 가장 뛰어나고 예민하다.
오리너구리의 전기수용기는 부리에 집중되어 있으며, 전체적으로 균일하게 분포하고 있는 기계수용기에 비해 부리 가에만 편재되어 분포하고 있다. 전기수용을 담당하는 대뇌피질은 촉각을 수용하는 대뇌피질에 포함되어 있고, 몇몇 피질 세포는 두 가지 모두 받아들이기도 한다. 부리로 느낄 수 있는 두 가지 감각은, 마치 펜필드의 호문쿨루스에서 사람의 손이 차지하는 감각만큼이나 커다란 비중을 차지한다.
오리너구리는 전기수용을 통해 전기 신호가 오고 있는 방향 또한 파악할 수 있는데, 전기수용체로 흘러들어오는 신호의 세기나 파장을 구별할 수 있는 것으로 여겨진다. 귀상어가 그러듯이 오리너구리는 먹이를 찾을 때 부리를 좌우로 흔드는 동작을 취하는데, 전술한 요인이 그 습성의 유력한 원인이라고 할 수 있다. 전기 신호와 촉각, 두 가지를 한꺼번에 느끼는 대뇌 피질 구조 덕분에, 오리너구리는 먹이가 움직일 때 내보내는 미세한 자기장과 압력, 맥박 등을 모두 포착할 수 있다. 두 가지 신호는 동시에 오지 않고 시간차를 두고 오는데, 이것 역시 먹이를 탐지하는 데 중요한 요소가 된다.
물속에서 먹이 사냥을 하는 도중에는 시각도 후각도 뾰족히 쓸모가 없기 때문에 오리너구리가 사냥에 들어가면 자맥질할 때마다 물이 새어들어가지 않도록 차단하기 위해 눈과 콧구멍을 닫는다. 전기수용 능력에 대한 어떤 실험 결과에 따르면 오리너구리는 미세한 전류가 흐르는, 사람 손으로 만든 가짜 새우에도 반응했다.
오리너구리가 왜 이와 같은 전기수용 능력을 뛰어난 수준으로 발달시켰는가 하는 의문에 대하여, 과학자들은 혼탁한 물 속 환경에서 먹이를 잡기 위하여 시각과 후각 대신 촉각을 예민한 수준으로 발달시켰을 것이라는 설을 제기하며, 이는 어쩌면 오리너구리가 이가 없는 것과도 관련이 있을지도 모른다. 오브두로돈(Obdurodon)이라는 멸종된 단공류 역시 전기수용 감각을 이용해 먹이를 잡았으나, 이 종은 현생 오리너구리와는 달리 하천이 아닌 바다에서 살았다는 차이가 있다.
단공류의 전기수용 체계는 대체적으로 보다 물과 가깝거나 습기 찬 기후를 가진 서식지를 가질수록 더 발달 수준이 뛰어나다는 특징이 있다. 수중 생활을 하는 오리너구리는 전기수용 체계가 단공류 가운데 가장 탁월한 반면, 습윤 기후에서 주로 서식하는 긴코가시두더지 3종은 오리너구리보다 덜 발달된 전기수용 체계를 가지며, 건조 기후를 선호하는 짧은코가시두더지는 단공류 가운데 가장 전기수용 능력이 미약하다.

### 눈
연구 결과에 따르면, 오리너구리의 눈은 대부분의 포유류보다는 어류인 칠성장어나 먹장어, 그 중에서도 태평양먹장어(Eptatretus stoutii)와 구조가 비슷하다. 게다가 오리너구리의 눈에서는 같은 포유류에게서 찾아보기 힘든 이중 원추세포가 발견된다.
크게 발달하지도 않았고 물 속에서도 시야 확보를 위하여 쓰이지 않는 눈이지만, 오리너구리의 조상뻘 되는 종들이 한때 시각에 보다 크게 의존했다는 증거는 많이 남아 있다. 오리너구리의 눈 구조를 살펴보면 수정체와 그와 접하는 각막 표면은 평평한 데 비해 안구 쪽을 향하는 수정체 표면은 볼록한데, 이것은 수달 및 바다사자 등 수서성 포유류의 눈에서 알 수 있는 대표적인 특징이다.
관자뼈 쪽에는 망막신경절세포가 집중되어 있는데, 이는 시야를 대폭 넓혀 양안시(兩眼視) 동물이 사냥 및 포식 행위를 하는 데 중요한 역할을 한다. 이와 같은 특질을 통해 오리너구리가 물 속에서의 시각을 도태시킨 대신 전기수용 체계를 발달시켜 수중·야간 활동에 성공적으로 적응하여 진화했다는 것을 알 수 있다.

## 습성과 생태

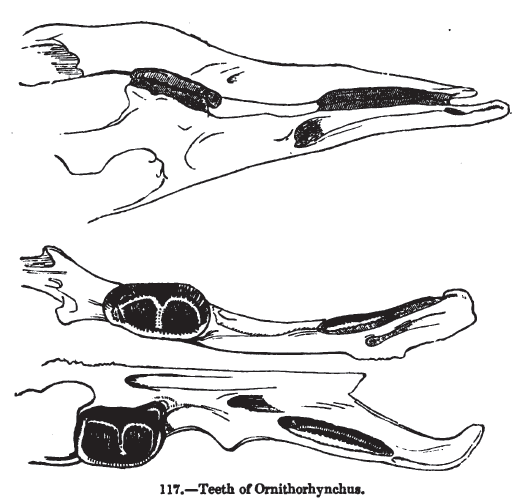
오리너구리의 두개골 구조

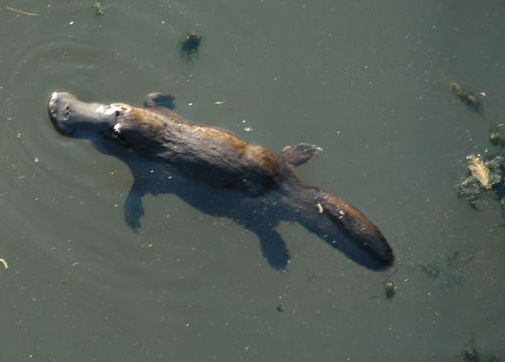
헤엄치는 오리너구리

오리너구리는 반수생 동물로, 동부 호주 전체에 분포하며 강이나 연못, 소택지, 또는 늪지대 환경에서 서식한다. 내륙 지역에서는 분포지나 분포 한계선 따위가 명확하게 밝혀지지는 않았지만 적어도 사우스오스트레일리아주에서는 자취를 감추었다. 다만, 캥거루섬에 몇몇 개체들이 도입되어 분포하고 있는 것으로 알려져 있다. 또한 머레이달링 분지의 경우 지나친 관개농업 때문에 수질이 악화되어 역시 자취를 감춘 것으로 보인다. 바다로 흘러들어가는 수계(水界)를 따라서 오리너구리가 정확히 어디에 분포하는지를 가늠하기는 어렵다.

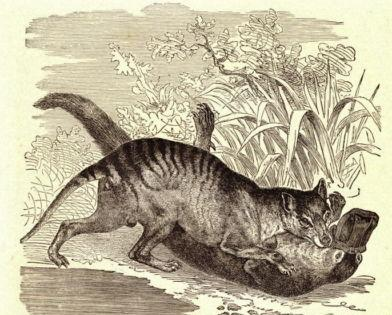
주머니늑대에게 공격당하는 오리너구리를 묘사한 삽화 (1854)

사육되는 개체는 최대 17년까지 살 수 있으며, 야생 개체는 대개 11년 정도 산 것들이 잡힌다. 천적이나 병에 의한 사망률은 비교적 낮은 편이다. 천적에는 뱀·오스트레일리아물쥐·왕도마뱀·맹금류 등이 있으며, 북동부 지역에 서식하는 오리너구리들은 때때로 악어에게 잡아먹히기도 한다. 현재는 절멸한 주머니늑대 역시 한때 오리너구리의 천적이었던 것으로 보인다. 또한, 1845년을 전후로 붉은여우가 들어오면서 개체 수에 변동이 있었을 가능성도 있다. 주로 밤, 또는 새벽 무렵에 활동하는 야행성 내지는 박명박모성 동물이지만 낮에 활동하기도 하며, 특히 흐린 날씨일 때 움직임이 활발해진다. 먹이를 쉽게 구하기 위하여 강과 강둑에 거처를 둔다. 활동 반경은 최대 7km가량으로, 대개는 수컷 한 마리가 암컷 서너 마리와 활동 반경이 겹친다.
물 속에서 헤엄을 치는 능력이 뛰어나며, 시간을 대부분 물속 먹잇감을 사냥하는 데 보낸다. 뚜렷하게 드러나는 귓바퀴가 없기 때문에, 특히 헤엄치고 있을 때는 여타 호주 포유동물들과 확연하게 구별된다. 헤엄을 칠 때는 대부분 앞발만을 사용하여 추진력을 얻고, 뒷발은 물갈퀴가 발달되어 있음에도 불구하고 거의 사용하지 않는데, 이와 같은 수영 방식은 포유동물 가운데서는 굉장히 보기 드물다. 뒷발은 직접 추진력을 내지는 않는 대신 꼬리와 더불어 방향을 바로잡는 타륜(舵輪)과 같은 역할을 한다. 온혈동물으로, 몇 시간 동안 물 속에 있어도 체온을 항상 32 °C로 일정하게 유지한다.
한 번 잠수하면 보통은 30초 정도, 길게는 40초가량 물 속에 머무르며, 그 뒤 10초 동안 공기를 호흡하다가 다시 잠수하는 행동을 반복한다. 뭍에 있을 때는 타원형으로 판 얕은 땅굴 속에서 쉰다. 굴은 항상 강가에 바짝 붙어서 파며, 종종 천적이 침입하기 어려운 나무뿌리 사이에 파기도 한다. 수면 시간은 하루에 약 14시간으로 다소 긴데, 그 까닭은 칼로리 함량이 높은 갑각류를 즐겨 먹기 때문이라고 알려져 있다.

### 먹이
오리너구리는 육식동물으로 민물가재·민물게·새우·수서곤충 유충·환형동물 등을 즐겨 먹는다. 먹이들은 대개 부리로 강바닥을 헤집고 긁어서 나오는 것들로, 먹은 뒤에는 볼주머니를 이용해 육상으로 옮긴다. 하루에 제 몸무게의 20%에 달하는 양을 섭취해야 하며, 이를 위해 하루 12시간 동안 먹이를 찾아다닌다.

### 번식

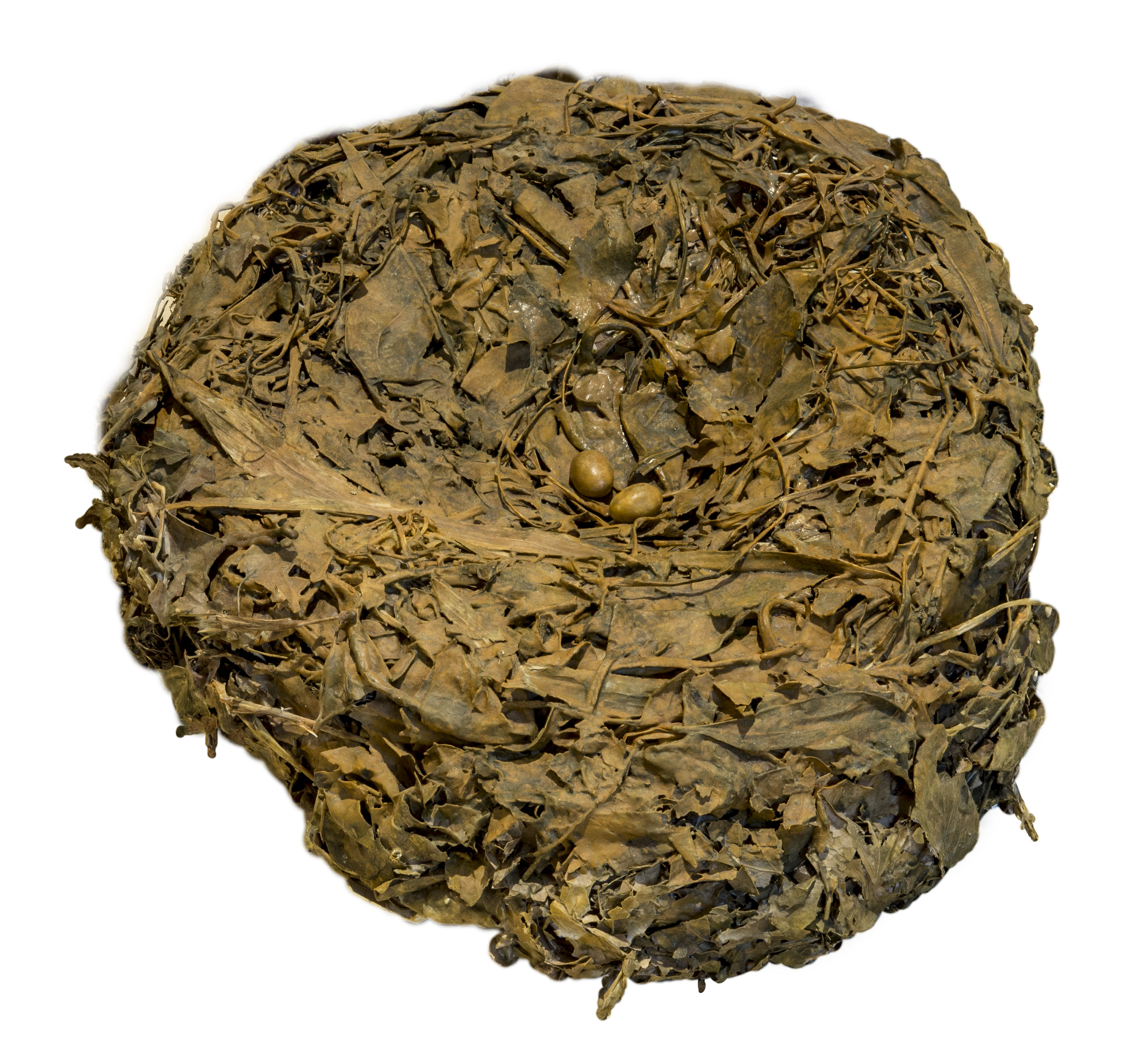
오리너구리 둥지 모습을 본딴 모형

오리너구리가 맨 처음 유럽 자연과학자들에게 알려졌을 때 본 동물이 난생인지 태생인지에 관하여 일단의 논쟁이 있었다. 알을 낳는다는 사실은 1884년까지 명백하게 규명되지 않았다가 윌리엄 헤이 칼드웰(영어: William Hay Caldwell)이라는 스코틀랜드 출생의 동물학자가 150명의 호주 원주민들과 함께 탐사를 한 결과 토굴 둥지에서 알이 발견되면서 확인되었다. 그는 이 사실을 확인하고 난 후 본국에 "난생 단공류, 부분할란(部分割卵)"이라고 짤막한 전보를 쳤다. 즉, 단공류는 알을 낳으며, 알이 세포 분열 단계에 있을 때 오직 한쪽 면에서만 분열하는 형태라는 것을 의미한다.
1년에 한 번 번식기를 가지며, 6월에서 10월 사이에 교미가 이루어지나 사는 곳에 따라서 번식기가 찾아오는 정확한 날짜에는 차이가 있을 수 있다. 한 수컷이 암컷 여러 마리의 암컷과 관계를 가지는 일부다처형 번식을 하며, 암컷은 성적으로 성숙해지는 2년부터 번식을 시작하는 것으로 여겨지지만 현재까지 확인된 번식 사례는 9살 이상으로 비교적 나이든 암컷들의 사례가 많다.

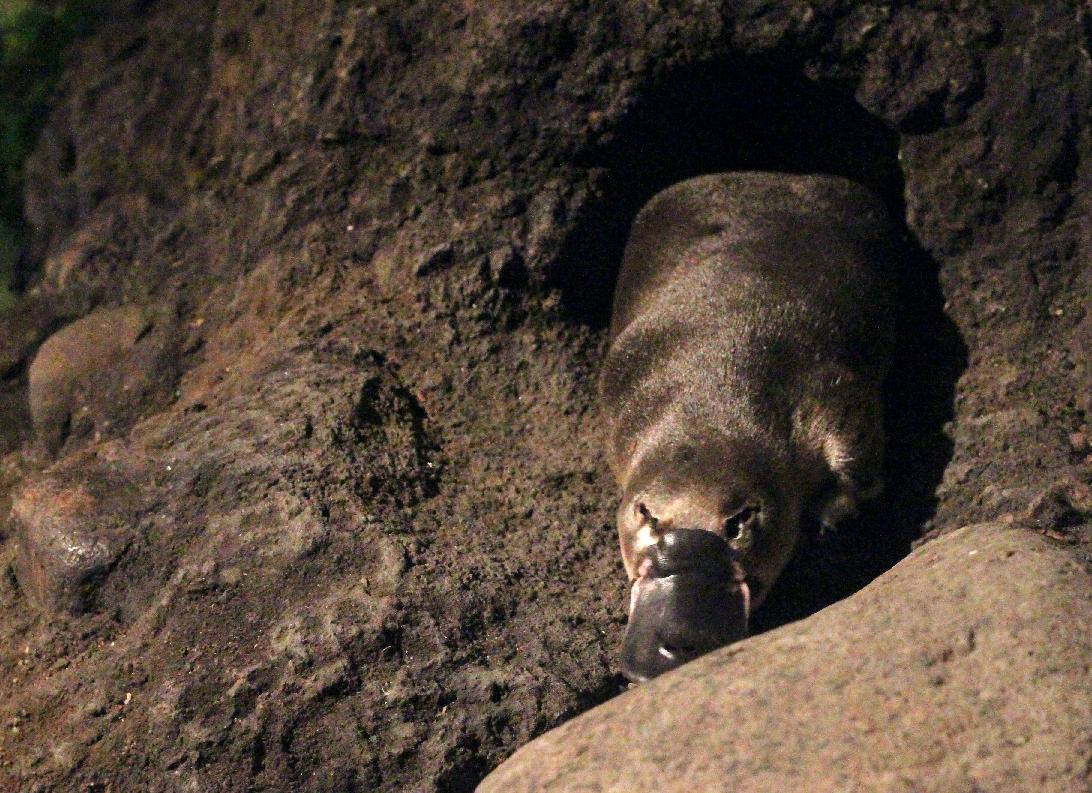
토굴 속의 오리너구리

교미가 끝나면 암컷은 수면에서 위로 30cm 정도밖에 떨어져 있지 않던 기존 둥지를 더 깊이 파고들어가는데, 그 깊이는 종종 20m 정도까지 깊은 것도 있으며, 파고들어간 입구 근처에 마개나 차폐물로 쓸 법한 돌이나 나무조각을 종종 가져다놓는다. 이렇게 해 두면 물이 둥지 속으로 흘러들어오거나 포식자가 침입하는 것을 막아줄 수 있으며, 온·습도를 조절할 수 있다. 수컷은 교미 후 곧바로 암컷과 결별해 자기 은신처로 돌아간다. 암컷은 알을 낳기 전까지 낙엽을 모아 굴 속 바닥을 부드럽게 만들고, 긴 터널 끝에 둥지 재료가 될 낙엽, 짚 따위를 깔아 놓는다. 이 재료들은 모두 암컷이 꼬리로 긁어서 운반한다.
암컷은 자궁 속 난소가 두 개지만 오로지 왼쪽 난소만이 제 역할을 한다. 오리너구리가 지닌 유전자는 포유류의 XY 성염색체와 조류 및 파충류의 ZW 성염색체 사이의 연결 고리를 시사하는 요소가 될 수 있는데, X염색체 다섯 개 가운데 한 개가 조류의 Z염색체에서 발견되는 DMRT1이라는 물질을 갖고 있기 때문이다. 한 배에 2-3개의 알을 낳는데 보통은 2개를 낳으며, 알은 태반이 타원형인 새알에 비해 좀더 원에 가까운 형태를 하고 있고 직경이 11mm 정도 되며 회색이 감도는 흰색으로 가죽 같은 껍질로 싸여 있다. 알은 자궁 속에서 28일 동안 형태를 갖추며, 이후 10일 동안은 자궁 밖으로 나와 어미가 배와 앞쪽으로 구부린 꼬리로 품는다. 포란기 동안 알 속 새끼에게는 총 3단계를 거쳐 형태 변화가 찾아온다. 1령 단계에서는 배아에서 번듯한 기관을 찾아볼 수 없으며 오로지 노른자의 난황낭에 의지한다. 이 난황낭은 알 속의 새끼가 점점 커 가면서 흡수된다. 2령 단계에서는 새끼에게 다리가 자라나며, 3령 단계에서 난치가 나타난다.
갓 알을 깨고 나온 새끼는 눈을 감은 채 태어나며, 마땅한 털도 없고 매우 작고 연약하다. 어미에게 기어올라 젖을 먹고 자라며, 이 때 어미는 젖샘에서 분비되어 복부의 모피 사이에 패인 홈을 통해 스며나오는 젖으로 새끼들을 먹인다. 새끼들을 돌보는 기간 동안에 어미는 거의 바깥으로 나가지 않으며, 나간다 해도 필요한 먹이만을 미량만 먹고 돌아오며, 나가 있는 동안 포식자가 돌아오지 않도록 입구와 통로를 흙더미로 가로막는다. 넉 달 동안 포유가 이어지다가 새끼가 다 자라면 굴을 나와 독립하며, 이 때즈음 살짝이나마 돋아나 있던 치아는 떨어져 나가고 턱에 거친 치판만 남는다.

## 진화

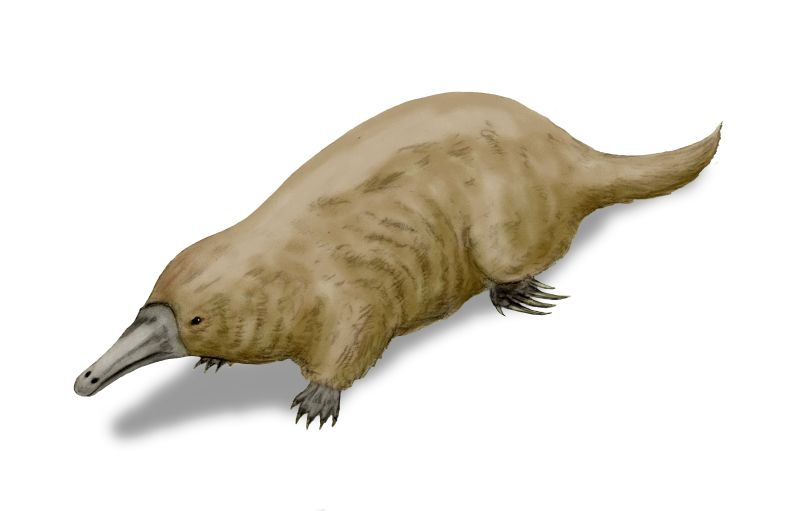
현생 오리너구리의 멸종된 친척 스테로포돈의 복원화

처음에 오리너구리와 그 밖의 단공류들은 연구된 것이 거의 없어서 19세기 내내 이들의 진화 과정에 대하여 타당한 근거 없는 낭설만 난무하였고, 아직도 일부 잘못 받아들여지고 있는 것들도 있다. 1947년 미국의 생물학자 윌리엄 킹 그레고리는 태반포유류와 단공류를 포함한 유대류 사이에 분기(分岐)가 일어났을 것이라고 추정했으나 이는 틀린 주장임이 화석 연구를 통해 증명되었다. 오리너구리를 비롯한 단공류는 유대류와 태반류가 갈라지기 전에 원수아강(Prototheria)으로 따로 떨어져 나갔으며, 유대류와 태반류의 분기는 그 이후 일어난 것으로 보인다. 화석 자료의 연대를 측정한 결과, 오리너구리와 가시두더지는 1,900-4,800만년 전에 갈라져 나왔다는 결론이 도출되었다.
가장 오래된 화석은 100,000년 전 제4기 홀로세의 것이다. 테이놀로포스·스테로포돈 등의 멸종한 단공류들은 한때 현생 오리너구리와 유전적으로 가까운 종으로 알려졌으나, 현재는 친척뻘이라기보다는 조상뻘에 가까운 관계로 수정되었다. 스테로포돈의 화석은 뉴사우스웨일스주에서 발굴됐으며, 오팔질이 된 아래턱뼈와 어금니 세 개가 발견됐다. 110만 년 전에 화석이 된 것으로 측정되는 이 표본은 호주에서 발견된 포유류 화석 가운데 가장 옛것이다. 또다른 멸종된 단공류 테이놀로포스는 오리너구리 및 가시두더지와는 달리 주둥이가 나오지 않았던 것으로 보인다.
같은 과에 속하는 멸종 단공류 가운데서는 모노트레마툼 수드아메리카눔(Monotrematum sudamericanum)이라는 종도 있는데, 이 종은 팔레오세에 살았으며 호주가 아니라 아르헨티나에서 화석이 발굴되었다. 과거 남아메리카와 호주가 남극을 사이에 두고 붙어 있었을 당시를 곤드와나라고 부르는데, 이 당시 유대류가 현재의 남아메리카 땅에서도 살았다는 증거가 되었다. 역시 같은 과에 속하는 오브두로돈은 500-1,500만 년 전에 살았는데, 이 속에 속하는 종 가운데 타랄코스킬드(Obdurodon tharalkooschild)는 남겨진 치아 화석으로 볼 때 몸길이가 약 1.3m로 추정되었으며, 이는 오리너구리과 내에서는 기록적인 크기이다.

### 핵형과 게놈

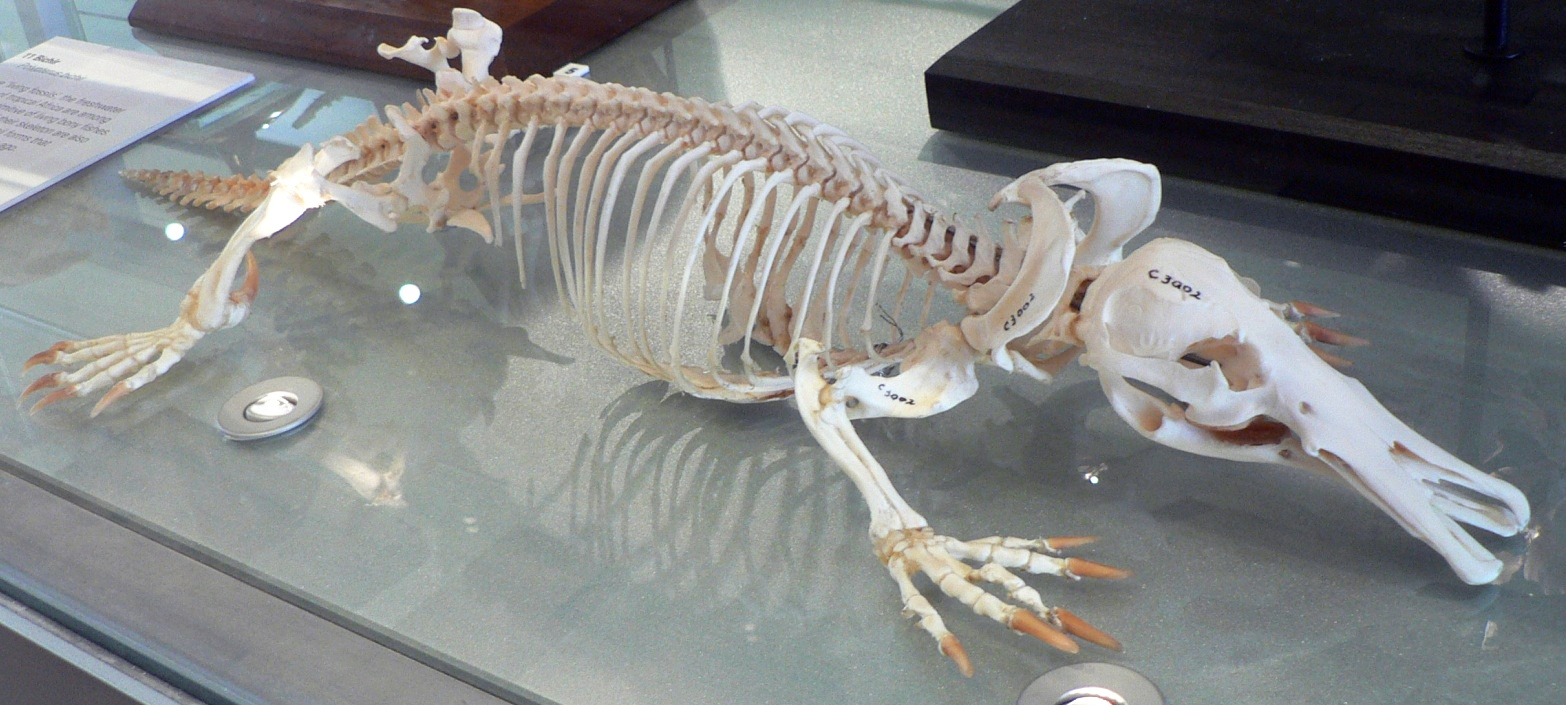
오리너구리 골격

현대 진화생물학에서 오리너구리는 큰 흥미를 끌고 있는 주제 가운데 하나이다. 2004년 연구로 오리너구리의 새로운 유전적 특징이 밝혀졌는데, 오리너구리가 총 10개의 성염색체를 가진다는 것이었다. 암컷은 X염색체를 10개, 수컷은 X와 Y염색체를 각각 5개씩 가지고 있다. 즉, 수컷의 성염색체 체계를 달리 표현하면 X1Y1X2Y2X3Y3X4Y4X5Y5가 된다. 인간을 포함한 다른 포유류들은 대개 성염색체를 세 쌍 이상으로 가지지 않으며, 오리너구리의 성염색체 구조는 오리너구리가 속한 포유류보다 ZW 염색체를 가지는 조류와 더 닮았다. 오리너구리의 핵형은 상염색체 21개, 성염색체 10개로 구성되어 있다.
암컷 오리너구리의 게놈 지도가 2007년 뉴사우스웨일스주에서 처음 해독되었으며, 분석 결과 총 1,995,607,322쌍의 염기쌍으로 이루어져 있다. 아직 정확한 유전자 수는 밝혀지지 않았으나, 어림 잡아 18,600개로 추정되고 있다.

## 보존

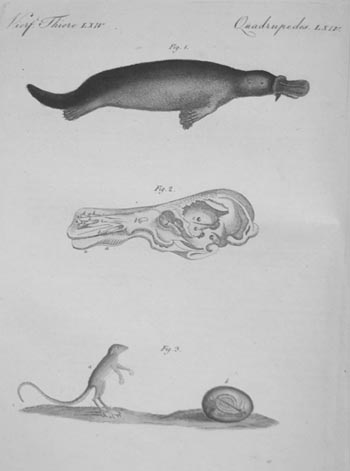
1798년 독일에서 출판된 어린이용 그림책에서 묘사된 오리너구리

오리너구리 포획 금지는 1905년 법제화되었지만, 20세기 전반에 걸쳐 모피를 얻기 위해 사냥의 대상이 되었으며, 1950년대까지도 그물이나 낚시에 잘못 걸려드는 사례가 많았다. 그럼에도 불구하고 남방 호주에서 자취를 감춘 것을 제외하면, 오리너구리의 생태적 지위나 보존 상태는 호주에 유럽인들이 정착하기 전과 비교하여 별반 달라진 것이 없다. 지속적인 자연 개발로 인한 서식지의 분열 때문에, 장차 멸종 위기에 처할 위험성은 제기되지만, 보호 정책이 성공적으로 효과를 거두어들인 덕에 현재까지도 해당 서식지에서 비교적 흔히 볼 수 있는 동물이다. 그러나 댐 건설·관개농업·수질오염·한발 등의 위협 요인을 배제할 수는 없어, IUCN에서는 적색 목록에서 오리너구리를 취약근접(NT) 단계로 책정하고 있다. 2020년 오리너구리의 수효가 전 주에서 감소함에 따라 취약 단계로 격상하자는 움직임도 있다.
질병에 감염될 우려는 적으나, 태즈메이니아섬에서는 무코르 암피보룸(Mucor amphiborum)이라는 곰팡이에 의한 풍토 질병에 종종 걸리는 일이 발생한다. 이 곰팡이는 오로지 태즈메이니아섬에 서식하는 오리너구리에게만 감염되며, 아직 호주 본토의 오리너구리 가운데서는 곰팡이에 의한 감염 사례가 발견되지 않았다. 병에 걸린 오리너구리는 피부 병변과 더불어 등·꼬리·다리 등 신체 구석구석에서 궤양을 일으킨다. 체온 불균형과 식욕부진 등의 증세를 통해 오리너구리의 생명을 앗아갈 수도 있는 질병이며 2차 감염의 위험도 존재한다. 본 질병의 정확한 감염 경로와 현황에 대해서는 아직 연구 중이다.
1939년 과학 잡지 내셔널 지오그래픽에서 오리너구리 사육과 연구를 다룬 기사가 올라온 이후로 동물원에서 오리너구리를 기르는 사례 또한 늘어났다. 동물원에서는 사육하기 힘든 동물로, 번식과 새끼의 생존이 어려우나 빅토리아주의 힐스빌 보호구역(영어: Healesville Sanctuary)처럼 인공 번식을 성공적으로 완수한 사례도 존재한다. 이 시설의 책임자인 데이비드 플레이(영어: David Fleay)는 오리너구리를 사육할 때 안에 담긴 물이 자연스럽게 흐르는 등 최대한 자연 상태와 유사하게 만든 수조를 사용하여 1943년 번식을 성공리에 실현시켰다. 해당 시설에서는 1998년과 2000년에서도 이와 유사한 수조를 이용한 번식이 성공했고, 2008년부터는 정기 번식, 2대째 번식시키는 데에도 성공하고 있다. 이외에도 타롱가 동물원에서도 2003년과 2006년 오리너구리를 번식시키는 데 성공한 사례가 있다.

### 현황
오리너구리를 사육, 보존 목적으로 사육하는 동물원 및 보호구역의 목록은 다음과 같다.

#### 퀸즐랜드주

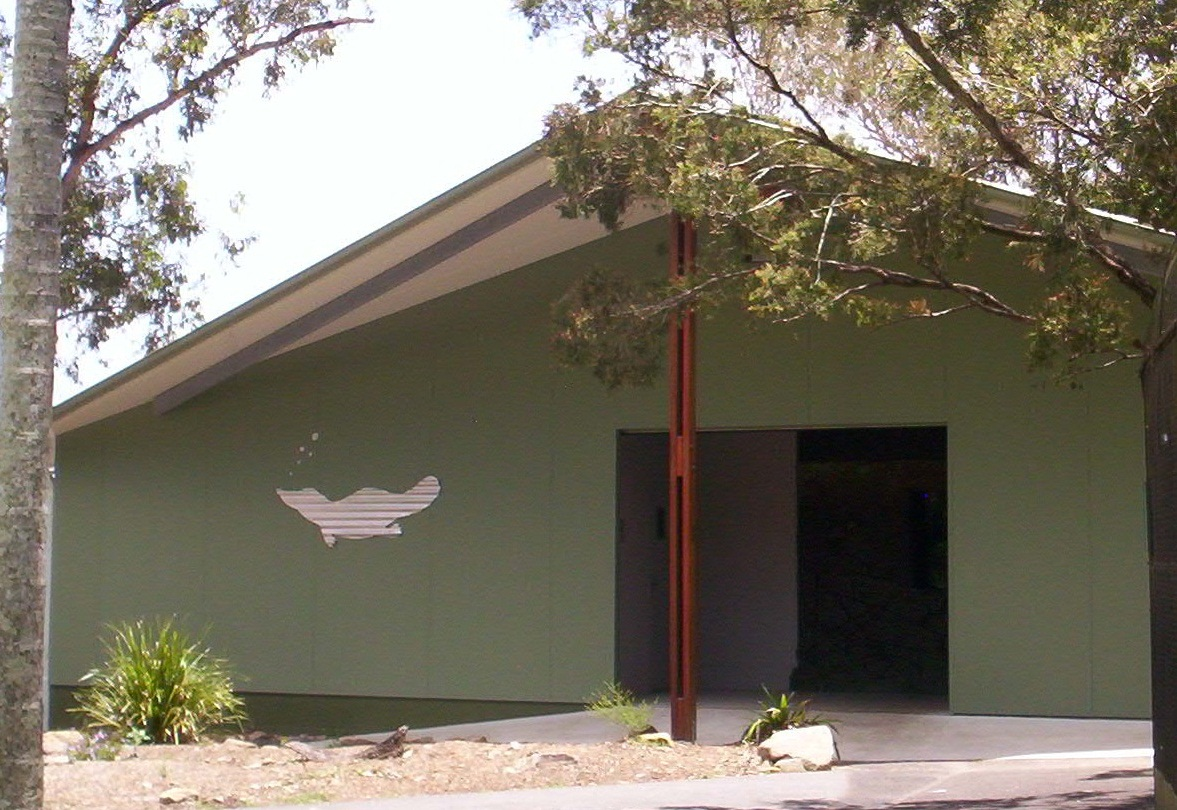
론 파인 코알라 보호구역에 있는 오리너구리 보존시설

- 데이비트 플레이 야생동물공원, 골드코스트
- 론 파인 코알라 보호구역, 피그트리포켓[91]
- 브리스베인 삼림공원, 더갭[92]
- 타잘리 호수 오리너구리 공원, 밀라아밀라아[93]

#### 뉴사우스웨일스주
- 타롱가 동물원, 시드니
- 와일드라이프 시드니 동물원, 시드니
- 호주 파충류 공원, 소머스비

#### 빅토리아주
- 힐스빌 보호구역, 멜버른 근교

#### 미국
현재 호주 외의 동물원에서 오리너구리를 전시하고 있는 국가는 미국이 유일하다. 한때 뉴욕의 브롱스 동물원이 1922년, 1947년, 1958년에 오리너구리 반입을 시도한 기록이 있으나, 오로지 1947년에만 성사되었고 그마저도 18개월밖에 살지 못하고 폐사했다. 현재로서는 샌디에이고 동물원 사파리 파크의 실내 우리에서 몇 마리를 전시하고 있는 것이 전부이다.

## 이용

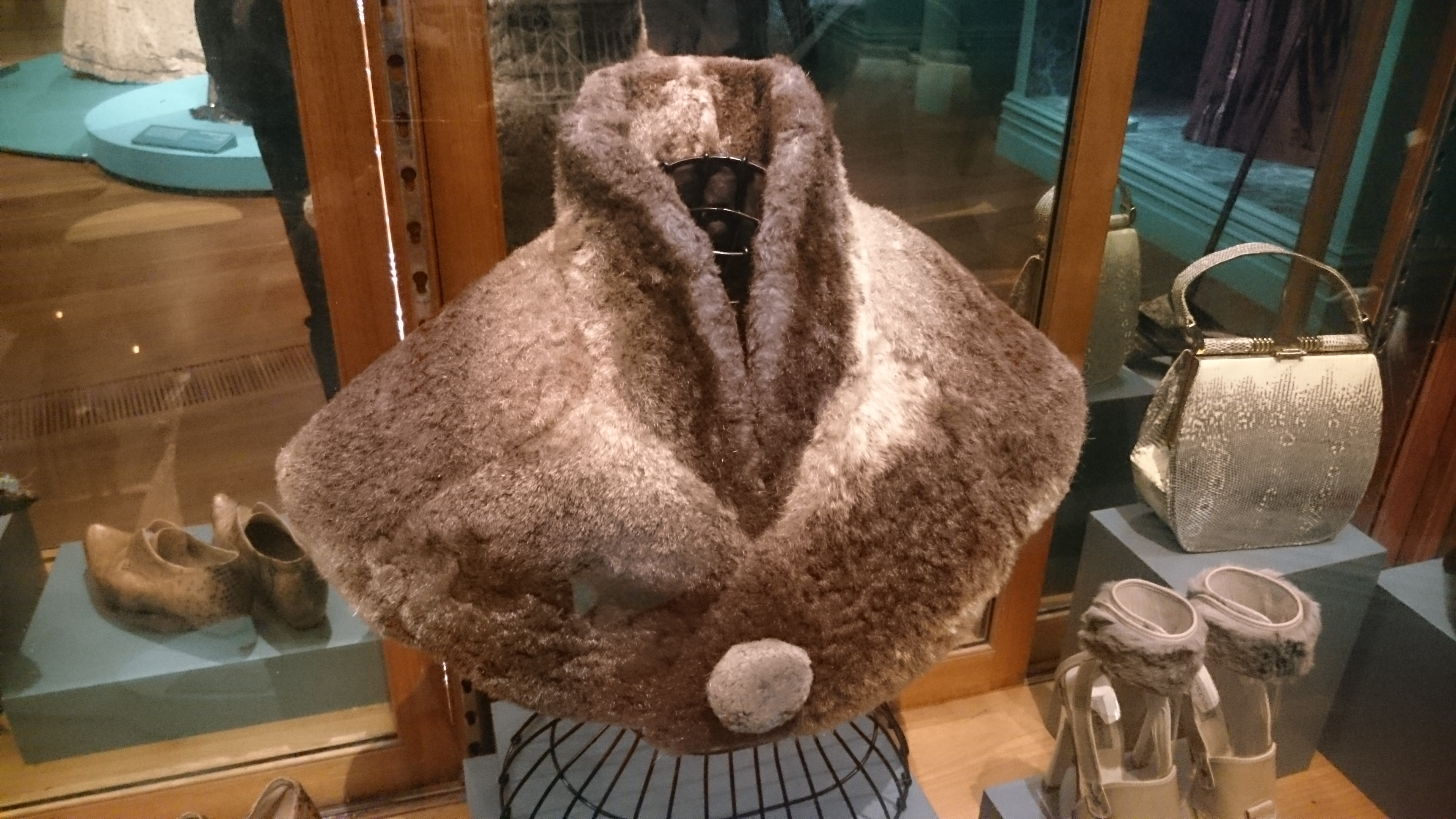
1890년산 오리너구리 모피 망토

오스트레일리아 원주민들은 오리너구리를 식량으로 사냥하며, 그 중 두터운 꼬리가 특히 지방 함량이 많고 영양가가 높은 것으로 알려졌다. 한편 유럽에서 온 이주민은 고기보다는 모피를 얻기 위해서 19세기 후반부터 사냥이 법적으로 엄금된 1912년까지 오리너구리를 사냥했다. 또한, 동물학자나 연구자들 역시 오리너구리를 생포해 가거나 알을 쓸어가는 행위를 벌이기도 했다. 주로 과학적 지식을 얻으려는 동시에, 명성을 얻거나 학문적 경쟁에서 승리를 쟁취하려는 의도에서였다.

## 문화

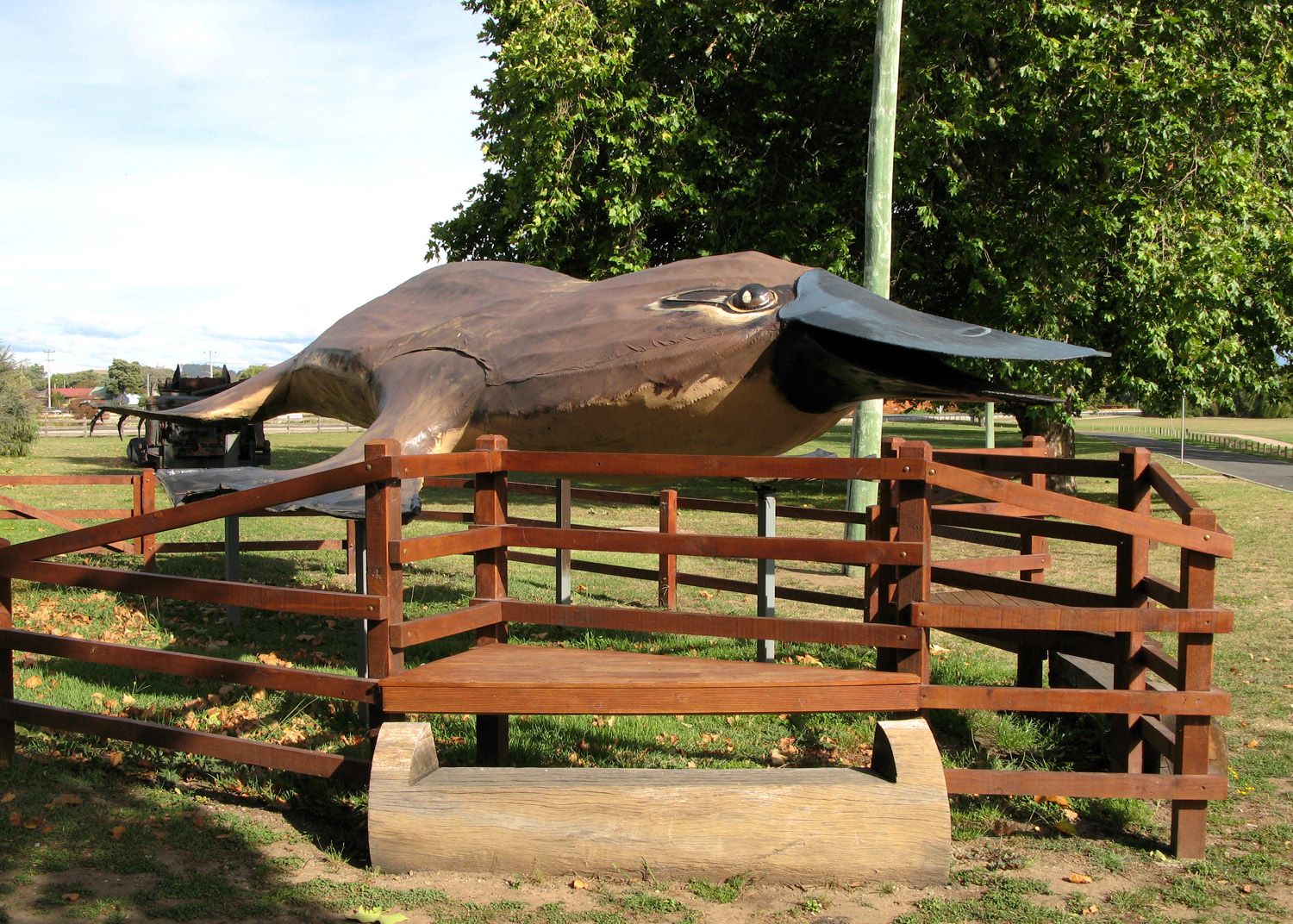
오리너구리 조형물

오리너구리는 호주 원주민들 사이에서 전승되는 이야기 속에 자주 등장하며, 원주민들은 오리너구리를 오리와 오스트레일리아물쥐 사이에서 태어난 동물이라고 여겼다.:57–60 그 가운데 어떤 전승민담에 따르면, 땅짐승과 물짐승, 그리고 날짐승들이 그들 모두의 특징을 가졌던 오리너구리에게 서로 자기들 편에 붙어 달라고 졸랐으나, 특별한 존재가 되기 위해서는 굳이 어느 쪽 편에 끼지 않아도 된다는 것을 깨달은 오리너구리는 세 집단의 요청을 모두 거절했다고 한다.:83–85
호주에서 종종 대회나 축제 마스코트로도 그려지는 오리너구리는 특히 2000년 시드니 올림픽의 마스코트인 시드(Syd)의 모델이 된 것으로 유명하다. 같은 호주 특산 동물인 가시두더지와 웃음물총새 또한 해당 올림픽에서 마스코트의 모델로서 선발되었다. 또한 88년도 세계 박람회에서도 마스코트 엑스포 오즈(Expo Oz)로 디자인되었으며, 운영 체제 다윈 역시 헥슬리(Hexley)라는 오리너구리 캐릭터를 마스코트로 사용한다.

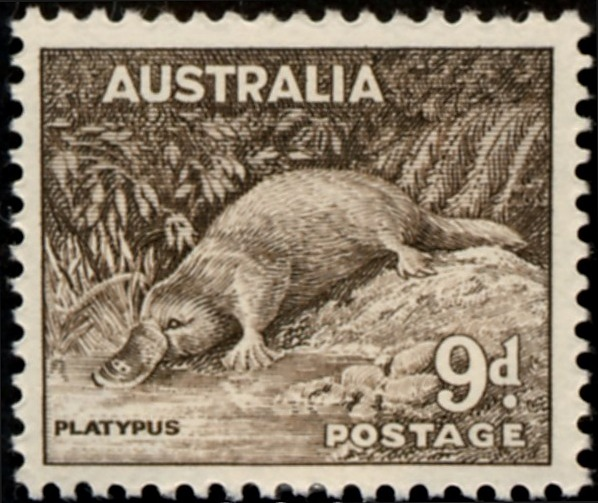
오리너구리가 그려진 우표

오리너구리는 호주에서 통용되는 우표와 동전에 종종 등장하는 동물이다. 처음 우표에 그려진 것은 1937년이었고, 1960-64년도에 호주의 토종 동물 시리즈에 다시 등장했다. 라오스와 적도기니에서 나온 기념 우표 시트에서도 오리너구리를 우표에 그렸으며, 이후 1987년 36센트짜리 우표와 1996년 95센트짜리 우표, 2006년에 다시 $4.65 호주 달러 및 5센트 우표에 연달아 다시 모습이 그려졌다. 또한 1966년부터 호주에 십진제 통화가 통용되기 시작하면서, 화폐 도안 담당자였던 스튜어트 데블린(영어: Stuart Devlin)이 20센트짜리 동전 뒷면에 오리너구리 그림을 새겨넣었다.
애니메이션 《피니와 퍼브》에서는 주인공 피니, 퍼브 형제의 애완동물인 오리너구리 페리라는 캐릭터가 등장하며, 주인들이 눈치채지 못하는 사이 비밀 조직에서 첩보원 일을 하고 있는 캐릭터로 나온다. 제작진은 주인공의 애완동물 역할로 오리너구리를 선택한 것은 오리너구리의 독특한 외모를 활용하는 것과 동시에 흔히 접할 수 없는 동물을 부각시키기 위함이라고 밝혔다. 본 캐릭터는 팬과 비평가 양쪽 모두에게 좋은 평을 받고 있다.

## 참고 자료
- Augee, Michael L. (2001). 〈Platypus〉. 《World Book Encyclopedia》.
- Burrell, Harry (1974). 《The Platypus》. Adelaide SA: Rigby. ISBN 978-0-85179-521-8.
- Fleay, David H. (1980). 《Paradoxical Platypus: Hobnobbing with Duckbills》. Jacaranda Press. ISBN 978-0-7016-1364-8.
- Grant, Tom (1995). 《The platypus: a unique mammal》. Sydney: University of New South Wales Press. ISBN 978-0-86840-143-0.
- Griffiths, Mervyn (1978). 《The Biology of the Monotremes》. Academic Press. ISBN 978-0-12-303850-0.
- Hutch, Michael; McDade, Melissa C., 편집. (2004). 《Grzimek's Animal Life Encyclopedia》 12. Gale.
- Moyal, Ann Mozley (2004). 《Platypus: The Extraordinary Story of How a Curious Creature Baffled the World》. Baltimore: The Johns Hopkins University Press. ISBN 978-0-8018-8052-0.
- Strahan, Ronald; Van Dyck, Steve (April 2006). 《Mammals of Australia》 3판. New Holland. ISBN 978-1-877069-25-3.
- 〈Southern Exposure〉. 《Eye of the Storm》. 2000. Australian Broadcasting Corporation. 2013년 5월 7일에 원본 문서에서 보존된 문서. Platypus DVD EAN 9398710245592
- 〈El Niño〉. 《Eye of the Storm》. 2000. 2013년 2월 28일에 원본 문서에서 보존된 문서. Platypus
- 이 문서에는 다음커뮤니케이션(현 카카오)에서 GFDL 또는 CC-SA 라이선스로 배포한 글로벌 세계대백과사전의 내용을 기초로 작성된 글이 포함되어 있습니다.